# Anna del Salvatore Orsi
Pour les articles homonymes, voir Orsi.
Marianna Orsi, en religion Anna del Salvatore, née le 22 février 1842 à Albareto en Italie, morte le 7 juin 1885 à Palerme en Sicile, est une religieuse italienne de la congrégation des Filles de Sainte Anne.
Réputée pour sa sainteté et son dévouement auprès des pauvres et des malades, elle est reconnue vénérable par le pape François en 2017. Elle est fêtée le 7 juin.

## Biographie
Marianna Orsi naît à Albareto près de Parme en Italie le 22 février 1842,. Elle est l'aînée d'une famille de neuf enfants.
Elle aide sa famille jusqu'à la mort de son père en 1867, et se met alors au service de la famille Bottego. Elle s'investit dans le vie paroissiale, et s'interroge sur sa vocation. Elle pense un moment au mariage, mais se rend compte que ce n'est pas sa voie.
Elle est présentée par son conseiller spirituel à Anne-Rose Gattorno, fondatrice des Filles de Sainte Anne. Entrée dans cet ordre en 1868, elle y prend le nom de Anna del Salvatore,. Elle commence son noviciat le 28 mars 1869 ; au cours de son noviciat, elle visite plusieurs maisons comme infirmière, appréciée par beaucoup de malades pour sa charité et son dévouement.
Elle est supérieure à San Martinello à Florence de 1875 à 1878. Malgré les responsabilités qui les sont confiées, elle reste humble, serviable et priante, réputée pour son dévouement auprès des pauvres et des malades.
Transférée dans une autre maison, elle faillit en être expulsée pour une raison non précisée, mais supporte l'épreuve avec humilité et obéissance. Elle est ensuite envoyée comme éducatrice à Ferrare, ensuite comme supérieure à Rome puis à Sermoneta. Chargée ensuite de fonder à Palerme une communauté d'infirmières visiteuses à domicile, elle y gagne l'estime populaire locale et la considération des prêtres et de l'archevêque.
Nommée en 1884 supérieure provinciale pour la Sicile, elle meurt à Palerme l'année suivante, le 7 juin 1885.

## Procédure en béatification
La procédure pour l'éventuelle béatification d'Anna del Salvatore Orsi est ouverte au plan diocésain, puis transmise à Rome auprès de la Congrégation pour les causes des saints. Le pape François approuve le 18 décembre 2017 la reconnaissance de l'héroïcité de ses vertus et la reconnaît ainsi vénérable.
Sa fête est fixée au 7 juin.